# Tipula macrolaboides
Tipula macrolaboides är en tvåvingeart som beskrevs av Alexander 1918. Tipula macrolaboides ingår i släktet Tipula och familjen storharkrankar. Inga underarter finns listade i Catalogue of Life.